# Willehad Lanwer
Willehad Lanwer är en tysk professor i pedagogik och funktionsnedsättning. Lanwer tog 1981 examen som fysioterapeut och tog 2001 doktorsexamen vid Universität Bremen. Sedan 2003 är han verksam vid Evangelische Hochschule Darmstadt inom området helandepedagogik, som är besläktat med specialpedagogik. Mellan oktober 2019 och november 2022 var Lanwer högskolans rektor (med titeln ordförande). 